# La Constitution de la liberté
La Constitution de la liberté (The Constitution of Liberty) est un ouvrage de philosophie sociale de l'économiste (Prix Nobel 1974) et philosophe libéral autrichien Friedrich Hayek, paru en 1960. Il s'agit de l'un de ses plus importants ouvrages. Il y expose, quinze ans après la parution de La Route de la servitude, les fondements d'une société libre.

## Présentation
Hayek propose dans la première partie de l'ouvrage une réflexion sur la définition des principes de la liberté. Il analyse ensuite le rôle du droit comme garant de cette liberté, avant de proposer une description de la société qui se développe autour de la notion d'État-providence (on rappelle que l'État-providence ne se limite pas uniquement à la protection sociale, qu'Hayek a pu défendre avec le revenu-plancher et les assurances sociales, mais admet une intervention accrue de l'État dans l'économie). Si l'évolution au profit de ce système économique fait reculer le socialisme marxiste, Hayek juge que l'État-providence est tout aussi dangereux pour la liberté. Il insiste en particulier sur l'importance de l'État de droit dans toute société prospère et libre. 
Le livre rencontra un important succès à sa parution. Ainsi, selon John Ranelagh, Margaret Thatcher aurait lors d'une réunion du parti conservateur britannique, brandi La Constitution de la liberté et déclaré « voilà ce à quoi nous croyons ». 
La Constitution de la liberté était classé 9e au classement de National Review des 100 meilleurs essais du XXe siècle.
Il ne fut traduit en français qu'en 1994, par Raoul Audoin chez Litec.

## Sommaire
Le plan est celui de la traduction de 1994 de Raoul Audoin et Jacques Garello
- Partie I - La valeur de la liberté
  - Ch 1 - Liberté et libertés
  - Ch 2 - Vertus créatrices d'une civilisation libre
  - Ch 3 - Le sens commun du progrès
  - Ch 4 - Liberté, raison et tradition
  - Ch 5 - Responsabilité et liberté
  - Ch 6 - Égalité, valeur et mérite
  - Ch 7 - La règle majoritaire
  - Ch 8 - Emploi et indépendance
- Partie II - La liberté et le droit
  - Ch 9 - La contrainte et l'État
  - Ch 10 - Loi, commandements et ordres
  - Ch 11 - Origines de l'État de droit
  - Ch 12 - L'apport américain : le constitutionnalisme
  - Ch 13 - Libéralisme et Administration: le Rechtsstaat
  - Ch 14 - Les garanties de la liberté individuelle
  - Ch 15 - Politique économique et État de droit
  - Ch 16 - Le déclin du droit
- Partie III - La liberté dans l'État-providence
  - Ch 17 - Le déclin du socialisme et l'essor de l'État-providence
  - Ch 18 - Les syndicats et l'emploi
  - Ch 19 - Sécurité sociale
  - Ch 20 - Fiscalité et redistribution
  - Ch 21 - La charpente monétaire
  - Ch 22 - Logement et urbanisme
  - Ch 23 - Agriculture et ressources naturelles
  - Ch 24 - Education et recherche
- Annexe
  - Pourquoi je ne suis pas un conservateur, [lire en ligne]

## Éditions
- The Constitution of Liberty, University of Chicago Press, 1960,  (ISBN 0226320847)
- Traduction française de 1994, La Constitution de la liberté, Litec, collection Libéralia, 530p.,  (ISBN 271112410X)